# William M. Pizor Productions
William M. Pizor Productions foi uma companhia cinematográfica estadunidense que se ocupou da produção e distribuição de vários filmes entre 1926 e 1936.

## Histórico
A companhia pertenceu ao produtor William M. Pizor (1890–1959), que também fez parte da Capitol Pictures e da Imperial Productions.
A primeira produção da companhia foi Gasoline Cowboy, em 1926. Seguiu-se uma série de Westerns estrelados por Fred Church, tais como Secrets of the Range (1928) e Cowboy Cavalier (1929) e alguns filmes de drama e comédias. Produziu os seriados The Mansion of Mystery , em 1927, e The House of Terror, em 1928. A partir dos anos 1930, suas produções se ativeram a curta-metragens diversificadas, cenas, e produções construídas sobre poemas, como seus três filmes curtos de 8 minutos, cada um sobre um poema de Edgar A. Guest.
Os filmes foram distribuídos pela própria William M. Pizor, pela Capitol Pictures, Krelbar Pictures, Sierra Pictures, entre outros.

## Filmografia
- Gasoline Cowboy (1926)
- Mine Your Business! (1927) (creditada Cyclone Comedies)
- The Mansion of Mystery (seriado, 1927)
- Bobbed Hair and Bandits[6] (1927-1928)
- Throwing Lead (1928)
- The House of Terror (1928) [7]
- The Flash of the Forest (1928)
- Rip Roaring Logan (1928)[8]
- Ranger's Oath (1928)
- Secrets of the Range (1928)
- The Rustler's End (1928)[9]
- Riders of Vengeance (1928)
- Trails of Treachery (1928)
- Cowboy Cavalier (1929)
- Rough and Ready (1930)
- I Love a Parade/II (1932)
- Poetic Gem: Early in the Mornin' (1935)
- Poetic Gem: The Old Prospector Talks (1935)
- Poetic Gem: Boyhood (1935)